# Velké Tresné
Velké Tresné är en ort i Tjeckien.   Den ligger i regionen Vysočina, i den östra delen av landet, 150 km öster om huvudstaden Prag. Velké Tresné ligger 555 meter över havet och antalet invånare är 126.
Terrängen runt Velké Tresné är platt åt nordost, men åt sydväst är den kuperad. Runt Velké Tresné är det ganska tätbefolkat, med 86 invånare per kvadratkilometer. Närmaste större samhälle är Polička, 17,7 km nordväst om Velké Tresné. Omgivningarna runt Velké Tresné är en mosaik av jordbruksmark och naturlig växtlighet.